# Nantua
Nantua település Franciaországban, Ain megyében. Lakosainak száma 3431 fő (2022. január 1.). Nantua Apremont, Charix, Montréal-la-Cluse, Les Neyrolles, Port és Saint-Martin-du-Frêne községekkel határos.

## Népesség
A település népessége az elmúlt években az alábbi módon változott:
| Lakosok száma | 3560 | 3572 | 3602 | 3693 | 3524 | 3525 | 3446 | 3454 | 3453 | 3431 |
|               | 1968 | 1982 | 1990 | 2006 | 2013 | 2015 | 2017 | 2019 | 2020 | 2022 |

## Híres személyek
- David Hellebuyck labdarúgó